# Ours d'argent de la meilleure actrice
Cette page contient des caractères spéciaux ou non latins. S’ils s’affichent mal (▯, ?, etc.), consultez la page d’aide Unicode.

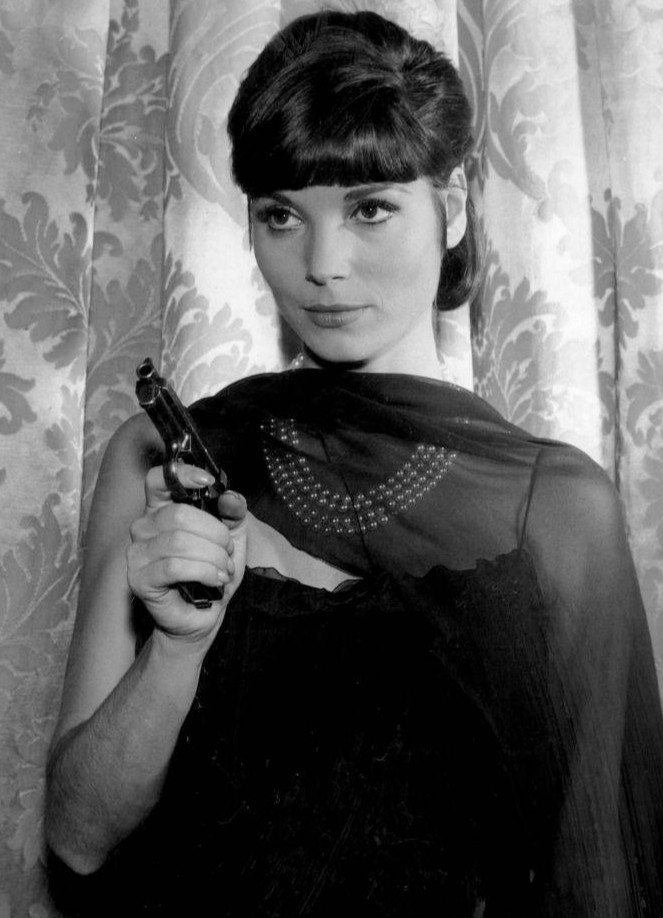
Elsa Martinelli (Ours d'argent de 1956 pour le film Donatella)

L’Ours d'argent de la meilleure actrice (Silberne Bär für die beste Darstellerin) est l'une des récompenses remises par le jury lors du Festival de Berlin depuis 1956 dans la catégorie de l'Ours d'argent.
En 2021, le prix est remplacé par l'Ours d'argent de la meilleure performance.

## Palmarès
| Année | Actrice                                       | Film                               | Titre original                                           |
| ----- | --------------------------------------------- | ---------------------------------- | -------------------------------------------------------- |
| 1956  | Elsa Martinelli                               | Donatella                          |                                                          |
| 1957  | Yvonne Mitchell                               | La Femme en robe de chambre        | Woman in a Dressing Gown                                 |
| 1958  | Anna Magnani                                  | Car sauvage est le vent            | Wild Is the Wind                                         |
| 1959  | Shirley MacLaine                              | Une fille très avertie             | Ask Any Girl                                             |
| 1960  | Juliette Mayniel                              | Je ne voulais pas être un nazi     | Kirmes                                                   |
| 1961  | Anna Karina                                   | Une femme est une femme            |                                                          |
| 1962  | Rita Gam et Viveca Lindfors                   | Huis clos                          | No Exit                                                  |
| 1963  | Bibi Andersson                                | La Maîtresse                       | Älskarinnan                                              |
| 1964  | Sachiko Hidari                                | La Femme insecte Elle et lui       | にっぽん昆虫記 (Nippon konchūki) 彼女と彼                |
| 1965  | Madhur Jaffrey                                | Shakespeare Wallah                 |                                                          |
| 1966  | Lola Albright                                 | Lord Love a Duck                   |                                                          |
| 1967  | Edith Evans                                   | Les Chuchoteurs                    | The Whisperers                                           |
| 1968  | Stéphane Audran                               | Les Biches                         |                                                          |
| 1969  | Non décerné                                   | Non décerné                        | Non décerné                                              |
| 1970  | Non décerné                                   | Non décerné                        | Non décerné                                              |
| 1971  | Simone Signoret                               | Le Chat                            |                                                          |
| 1971  | Shirley MacLaine                              | Desperate Characters               |                                                          |
| 1972  | Elizabeth Taylor                              | Hammersmith Is Out                 |                                                          |
| 1973  | Non décerné                                   | Non décerné                        | Non décerné                                              |
| 1974  | Non décerné                                   | Non décerné                        | Non décerné                                              |
| 1975  | Kinuyo Tanaka                                 | Sandakan N° 8                      | サンダカン八番娼館 望郷 (Sandakan hachibanshokan bohkyo) |
| 1976  | Jadwiga Barańska                              | Nuits et Jours                     | Noce i dnie                                              |
| 1977  | Lily Tomlin                                   | Le chat connaît l'assassin         | The Late Show                                            |
| 1978  | Gena Rowlands                                 | Opening Night                      |                                                          |
| 1979  | Hanna Schygulla                               | Le Mariage de Maria Braun          | Die Ehe der Maria Braun                                  |
| 1980  | Renate Krößner                                | Solo Sunny                         |                                                          |
| 1981  | Barbara Grabowska                             | Gorączka                           |                                                          |
| 1982  | Katrin Sass                                   | Bürgschaft für ein Jahr            |                                                          |
| 1983  | Evguenia Glouchenko                           | Amoureux volontaire                | Влюблён по собственному желанию                          |
| 1984  | Inna Tchourikova                              | Romance du front                   | Военно-полевой роман                                     |
| 1985  | Jo Kennedy                                    | Wrong World                        |                                                          |
| 1986  | Marcélia Cartaxo                              | A Hora da Estrela                  |                                                          |
| 1986  | Charlotte Valandrey                           | Rouge Baiser                       |                                                          |
| 1987  | Ana Beatriz Nogueira                          | Vera                               |                                                          |
| 1988  | Holly Hunter                                  | Broadcast News                     |                                                          |
| 1989  | Isabelle Adjani                               | Camille Claudel                    |                                                          |
| 1991  | Victoria Abril                                | Amants                             | Amantes                                                  |
| 1992  | Maggie Cheung                                 | Center Stage                       | 阮玲玉 (Yuen Ling-yuk)                                   |
| 1993  | Michelle Pfeiffer                             | Love Field                         |                                                          |
| 1994  | Crissy Rock                                   | Ladybird                           |                                                          |
| 1995  | Josephine Siao                                | Neige d'été                        | 女人四十 (Nu ren si shi)                                 |
| 1996  | Anouk Grinberg                                | Mon homme                          |                                                          |
| 1997  | Juliette Binoche                              | Le Patient anglais                 | The English Patient                                      |
| 1998  | Fernanda Montenegro                           | Central do Brasil                  |                                                          |
| 1999  | Maria Schrader et Juliane Köhler              | Aimée et Jaguar                    | Aimée und Jaguar                                         |
| 2000  | Bibiana Beglau et Nadja Uhl                   | Les Trois Vies de Rita Vogt        | Die Stille nach dem Schuß                                |
| 2001  | Kerry Fox                                     | Intimité                           | Intimacy                                                 |
| 2002  | Halle Berry                                   | À l'ombre de la haine              | Monster's Ball                                           |
| 2003  | Meryl Streep, Nicole Kidman et Julianne Moore | The Hours                          |                                                          |
| 2004  | Charlize Theron                               | Monster                            |                                                          |
| 2004  | Catalina Sandino Moreno                       | Maria, pleine de grâce             | María, llena eres de gracia                              |
| 2005  | Julia Jentsch                                 | Sophie Scholl : Les Derniers Jours | Sophie Scholl - Die letzten Tage                         |
| 2006  | Sandra Hüller                                 | Requiem                            |                                                          |
| 2007  | Nina Hoss                                     | Yella                              |                                                          |
| 2008  | Sally Hawkins                                 | Be Happy                           | Happy-Go-Lucky                                           |
| 2009  | Birgit Minichmayr                             | Everyone Else                      | Alle Anderen                                             |
| 2010  | Shinobu Terajima                              | Le Soldat dieu                     | キャタピラー (Kyatapirā)                                 |
| 2011  | La distribution féminine                      | Une séparation                     | جدایی نادر از سیمین (Jodaeiye Nader az Simin)            |
| 2012  | Rachel Mwanza                                 | Rebelle                            |                                                          |
| 2013  | Paulina García                                | Gloria                             |                                                          |
| 2014  | Haru Kuroki                                   | La Maison au toit rouge            | 小さいおうち (Chiisai Ouchi)                             |
| 2015  | Charlotte Rampling                            | 45 ans                             | 45 Years                                                 |
| 2016  | Trine Dyrholm                                 | La Communauté                      | Kollektivet                                              |
| 2017  | Kim Min-hee                                   | Seule sur la plage la nuit         | 밤의 해변에서 혼자 (Bamui haebyun-eoseo honja)           |
| 2018  | Ana Brun                                      | Les Héritières                     | Las Herederas                                            |
| 2019  | Yong Mei                                      | So Long, My Son                    | (地久天长, Dì jiǔ tiān cháng)                            |
| 2020  | Paula Beer                                    | Ondine                             | Undine                                                   |

## Récompenses multiples
2 : Shirley MacLaine